# Jean-Pierre Le Scour
Jean-Pierre-Marie Le Scour, ou Lescour (non officiel), né à Hanvec (Finistère) le 2 mars 1811 et mort le 19 août 1870 à Morlaix  est un poète français n’ayant écrit qu’en langue bretonne avec une inspiration religieuse. Il a exercé des professions judiciaires  avant de devenir négociant de boissons en gros.

Se présentant comme  « le barde de Notre-Dame-de-Rumengol », il signait ses œuvres « JPM Lescour » en français et, en breton, « I. P. M. ar Skourr », « Barz Itron Varia Remengol » (« le barde de Notre-Dame de Rumengol ») et « Kloarek Remengol » (« le clerc de Rumengol » ou le séminariste en breton.).

## Biographie
Né du charpentier, Jean Le Scour et de Marie-Anne Laurent au hameau de Boudourec, Jean-Pierre Le Scour est remarqué pour ses aptitudes intellectuelles par le recteur (prêtre desservant) de sa paroisse et entre successivement au petit séminaire de Pont-Croix et au grand séminaire de Quimper où il est ordonné diacre, c'est pourquoi on lui a donné parfois le titre d’abbé.

Il quitte la vie ecclésiastique pour aller exercer en 1841 comme huissier au tribunal de Brest, puis comme greffier en chef à Morlaix.
Son mariage le 30 décembre 1844 avec Céleste Angélique Arsène Boulineau, âgée de 15 ans et 11 mois, fille d'un négociant en vin et boissons de Morlaix, lui permet d'entrer dans l'entreprise de son beau-père, en particulier, en dirigeant une brasserie au Valpinard au sud-est de la ville. 

Héritant de la direction de l'entreprise, il la développe, en particulier, avec la clientèle écclésiastique. Son passé de séminariste l’aide à nouer des relations avec les évêques de Quimper, puis de Saint-Brieuc. La fortune qu’il amasse lui permet d’agir en mécène, et de l’Église catholique, et des auteurs et chanteurs de chansons populaires. Il préside longtemps le tribunal de commerce de Morlaix.

Il décède subitement, à 56 ans, alors que la France est entrée en guerre depuis un mois et que les journaux locaux informent de la mauvaise situation militaire, ce qui fait que sa disparition restera faiblement perçue.

## Activités littéraires
Jean-Pierre Le Scour est un acteur majeur, quoique peu connu, de la littérature en breton au milieu du XIXe siècle. Son œuvre littéraire, essentiellement poétique et d'inspiration très religieuse, a eu une diffusion importante dans le public de Bretagne occidentale, en particulier, par les chansons des fêtes et veillées. Une chanson a connu un grand succès, une longue complainte ou gwerz de 47 couplets, Metik ha Gwenole (Petite Guillemette et Guénolé), dont le titre réel ou le sous-titre est Kloarek Koat-ar-Rannou ha penn-herez Kerzanton (Le séminariste du Bois-des-Séries et l'héritière de Kerzanton).
L'essentiel de son œuvre est cependant composé de chants religieux en breton à chanter sur des airs connus, dont le cantique Iliz ma farroz (L'église de ma paroisse), qui est encore aujourd'hui un des cantiques bretons les plus populaires.
Il fait imprimer nombre de ses chansons et cantiques, parfois accompagnés d'œuvres d'autres poètes sur des feuilles volantes. Par sa générosité, il a été l'un des meilleurs défenseurs de la langue bretonne, principalement en finançant des éditions et en faisant des dons aux écrivains ou chanteurs les plus nécessiteux.  Il est proche de Jean-Marie Le Jean, un auteur de chansons et cantiques en breton. Il a pris en amitié, Olivier Souvestre, qu'il avait embauché, et a ainsi contribué à populariser la légende de la ville d'Ys, sujet d'une longue complainte en breton écrite vers 1849 par son protégé qui, comme lui, avait été séminariste à Quimper.

En 1863, il embauche également un autre poéte et chansonnier en breton, Prosper Proux, qui a perdu son emploi de percepteur des impôts.
En octobre 1867, il fut l'un des principaux organisateurs du congrès celtique international de Saint-Brieuc.
Il a fondé le 31 août 1869 à Morlaix, la Breuriez Breiz-Izell (Fraternité de la Bretagne occidentale), une sorte d'académie littéraire concurrente de celle, un peu occulte de celle de Théodore de La Villemarqué, mais qui ne rassembla pas plus d'une douzaine d'écrivains, dont François-Marie Luzel et sa mort, l'année suivante, mit fin à une initiative peu fructueuse. Il semble avoir pris position contre La Villemarqué en écrivant une dédicace à Luzel, un an après la polémique sur le Barzaz Breiz.
Selon Joseph Ollivier, sa mort soudaine en 1870 eut peu de retentissement dans la presse, mais son opposition à ce qu'il appelle « la coterie malsaine qui gâte tout ce qu'elle touche » — celle de l'auteur du Barzaz Breiz — en est peut-être la cause, ainsi qu'un caractère parfois emporté que pointent ses derniers biographes. Cela l’avait conduit à de mauvaises relations avec l’évêché de Quimper, ce qui peut expliquer également son effacement du théâtre social
Anatole Le Braz l'accuse d'avoir, comme son exact contemporain, réarrangé des complaintes populaires existantes et, de plus, de se les être attribuées à lui-même. Le Scour est encore marqué par des approches aventurées de l'histoire ancienne de la Bretagne, parfois brocardées sous le nom de celtomanie, qui, tout en exaltant le triomphe du christianisme, spéculent sur les druides, les bardes et les qualités guerrières des anciens Celtes.
Son projet de réunir une société de bardes chargé d'éclairer les Bretons, avec celui de La Villemarqué, a trouvé sa réalisation lors de la création du Gorsedd de Bretagne une trentaine d'années après sa mort.

## Le soutien au culte de la Vierge de Rumengol
Jean-Pierre Le Scour est un ardent zélateur du culte de la Vierge Marie, dans la chapelle du village de Rumengol — maintenant dans la commune du Faou —, laquelle était proche du hameau de son enfance. Il attribuait à la Vierge de Rumengol d'avoir été guéri d'une paralysie des jambes à 12 ans et d'avoir survécu à une attaque de choléra, lors d'une épidémie à Morlaix en 1854.
C'était un  lieu de pèlerinage qui attirait de nombreux chanteurs populaires, et il se voulut le bienfaiteur du sanctuaire. Jouissant par son passé de diacre de relations aisées avec la haute hiérarchie catholique, dont les évêques eux-mêmes, il finance du mobilier religieux nouveau, mais finit par indisposer l'évêque, le clergé et le maire de Rumengol par ses demandes et ses interventions incessantes. Sachant que les reliques sont un moyen infaillible d'attirer les pèlerins de l'époque, il fait faire un reliquaire en bois d'acajou de près de 2 mètres de haut contenant des reliques de saints dans 12 médaillons avec autant de saints que de jours de l'année, l'ensemble, inauguré en 1855, lui ayant coûté 2 000 francs.
Il obtient du pape le « corps entier de saint Sylvain », mais on ne lui a pas tout de suite précisé qu'il ne s'agit que d'un mannequin de cire contenant une relique, à placer dans une vitrine sous un autel. Pour financer les fêtes du couronnement de la statue réputée miraculeuse en 1858, Le Scour fait imprimer par la lointaine Imagerie d'Épinal au moins deux images consacrées à Notre-Dame de Rumengol. Sur l'une des deux, l'image de la Vierge est encadrée par un long texte en breton signé par Le Scour et contant la légende de la ville d'Ys.
Selon cette version très romancée, par un jeu de mots fantaisiste, Rumengol est transformé en ancien lieu de sacrifices humains que le roi Gradlon et saint Guénolé auraient consacré à la Vierge Marie, après avoir échappé, de justesse, à la submersion de la ville. Le nom de Lescour ou Ar Skourr, auteur de ces deux textes, est mentionné quatre fois avec son titre de « barde de Notre-Dame de Rumengol ». L'image est vendue 2 sous par les colporteurs. Notre-Dame de Rumengol y est parée du titre de « patronne de la Bretagne », mais c'est sainte Anne qui a été ensuite choisie par le clergé, comme on le constate à Sainte-Anne-d'Auray. Dix ans après le couronnement, Le Scour est évincé du village pour avoir trop tardé à remettre à la fabrique un terrain, dont il avait déjà demandé le remboursement de l'avance faite par lui.

## Le soutien au culte de Notre-Dame-de-Bon-Secours à Guingamp
Sans doute dépité, il se consacre alors à la promotion du pèlerinage de Notre-Dame-de-Bon-Secours à Guingamp et tisse alors des relations avec l'évêque de Saint-Brieuc, Mgr Augustin David, ardent défenseur du breton, ainsi qu'avec une partie du clergé du Trégor.
Chacun des « chants bretons » de Telenn Gwengam (La Harpe de Guingamp), paru fin 1869, est dédicacé, pour une grande part à des ecclésiastiques du diocèse, sans oublier son épouse Angéline, le pape Pie IX, l'archevêque de Rennes, Mgr Broussais de Saint Marc, François-Marie Luzel et le député-maire de Guingamp, François Le Calvez.
Chacun des chants est doté d'une partition qui est regroupée avec les autres en fin d'ouvrage et il est indiqué que les chants ont été « notés par P. Thielemans, organiste et maître de chapelle à Guingamp », l'éditeur étant indiqué comme différent (Bonnel, à Rennes) pour une édition tirée à part.

## Œuvres
- Karantez ha glac'har (Amour et chagrin), Morlaix : Imprimerie Lajat,vers 1863, 8 p.
- Gwerziou Remengol (Complaintes de Rumengol), Brest : Lefournier, 1867.  — Brochure.
- Telenn Remengol (La Harpe de Rumengol), Brest : Lefournier, 1868, 179 p.  — Avec les partitions arrangées par Pierre Thielemans. (en ligne).
- Telenn Gwengamp (La Harpe de Guingamp), Brest : Piriou, 1869.
- Kantik da Intron Varia Remengol, cantique.
- Metik ha Gwenole, complainte versifiée de 47 quatrains sur feuilles volantes, comme de nombreuses autres compositions.

## Pour approfondir